# Charles Ankomah
Charles Ankomah (10 april 1996) is een Ghanees voetballer. Hij speelt als middenvelder bij Lierse SK. Ankomah maakte zijn debuut op 22 februari 2015 tegen KV Mechelen. Hij verving Souleymane Diomande en mocht nog 31 minuten spelen. Hij heeft redelijk veel matchen door een blessure gemist in het seizoen 2015-2016. Zijn contract werd na het seizoen 2016-2017 niet verlengd en zit op heden zonder club of de nieuwe club is net bekend. 

## Statistieken
| Seizoen        | Club           | Land            | Competitie         | Competitie | Competitie | Beker | Beker | Internationaal | Internationaal | Totaal | Totaal |
| Seizoen        | Club           | Land            | Competitie         | Wed.       | Dlp.       | Wed.  | Dlp.  | Wed.           | Dlp.           | Wed.   | Dlp.   |
| -------------- | -------------- | --------------- | ------------------ | ---------- | ---------- | ----- | ----- | -------------- | -------------- | ------ | ------ |
| 2014/15        | K. Lierse SK   | Vlag van België | Jupiler Pro League | 2          | 0          | 0     | 0     | —              | —              | 2      | 0      |
| 2015/16        | K. Lierse SK   | Vlag van België | Tweede Klasse      | 16         | 1          | 2     | 0     | —              | —              | 18     | 1      |
| 2016/17        | K. Lierse SK   | Vlag van België | Eerste klasse B    | 13         | 0          | 0     | 0     | —              | —              | 13     | 0      |
| Carrièretotaal | Carrièretotaal | Carrièretotaal  | Carrièretotaal     | 31         | 1          | 2     | 0     | 0              | 0              | 33     | 1      |

Bijgewerkt t/m 11 augustus 2017.
2 Vinck ·
4 Frans ·
5 Boussaid ·
7 El-Gabas ·
8 Allach ·
11 Laurent ·
12 Kasmi ·
13 Buysens ·
14 Yakubu ·
15 Bourdin ·
16 Poelmans ·
17 Weuts ·
18 Wils ·
21 Sabir ·
22 Joachim ·
23 De Busser ·
24 Diarra ·
25 Binst ·
30 Goris ·
32 Andrei ·
34 Hall ·
39 Ntambwe ·
44 Janssens ·
44 Janssens ·
77 Yagan ·
Badibanga ·
Coach: Still